# Krasusy (gmina)
Krasusy – dawna gmina wiejska istniejąca do 1927 roku na Lubelszczyźnie. Siedzibą gminy była Wólka Konopna (nazwa gminy pochodzi od dawnej okolicy szlacheckiej Krasusy).
W okresie międzywojennym gmina Krasusy należała do powiatu łukowskiego w woj. lubelskim.
1 kwietnia 1927 roku gmina została zniesiona. Wchodzące w jej skład wsie Gołowierzchy, Łęcznowola, Smolanka (wieś i kolonia) i Wólka Konopna włączono do gminy Celiny a wsie Mikłusy, Zembry i Zaolszynie do gminy Trzebieszów.